# Lablango
Lablango est une localité située dans le département de Gomponsom de la province du Passoré dans la région Nord au Burkina Faso.

## Géographie
Lablango se situe à 5 km au nord-ouest du centre de Gomponsom, le chef-lieu départemental, à 3 km au sud-ouest de Zougoungou et à environ 12 km au nord-est de Yako et de la route nationale 2.

## Santé et éducation
Le centre de soins le plus proche de Lablango est le centre de santé et de promotion sociale (CSPS) de Zougoungou tandis que le centre médical avec antenne chirurgicale (CMA) de la province se trouve à Yako.
Lablango possède une école primaire publique de trois classes.